# Neratov
Neratov (deutsch Neratau) ist eine Gemeinde in Tschechien. Sie liegt zehn Kilometer nordwestlich des Stadtzentrums von Pardubice und gehört zum Okres Pardubice.

## Geographie

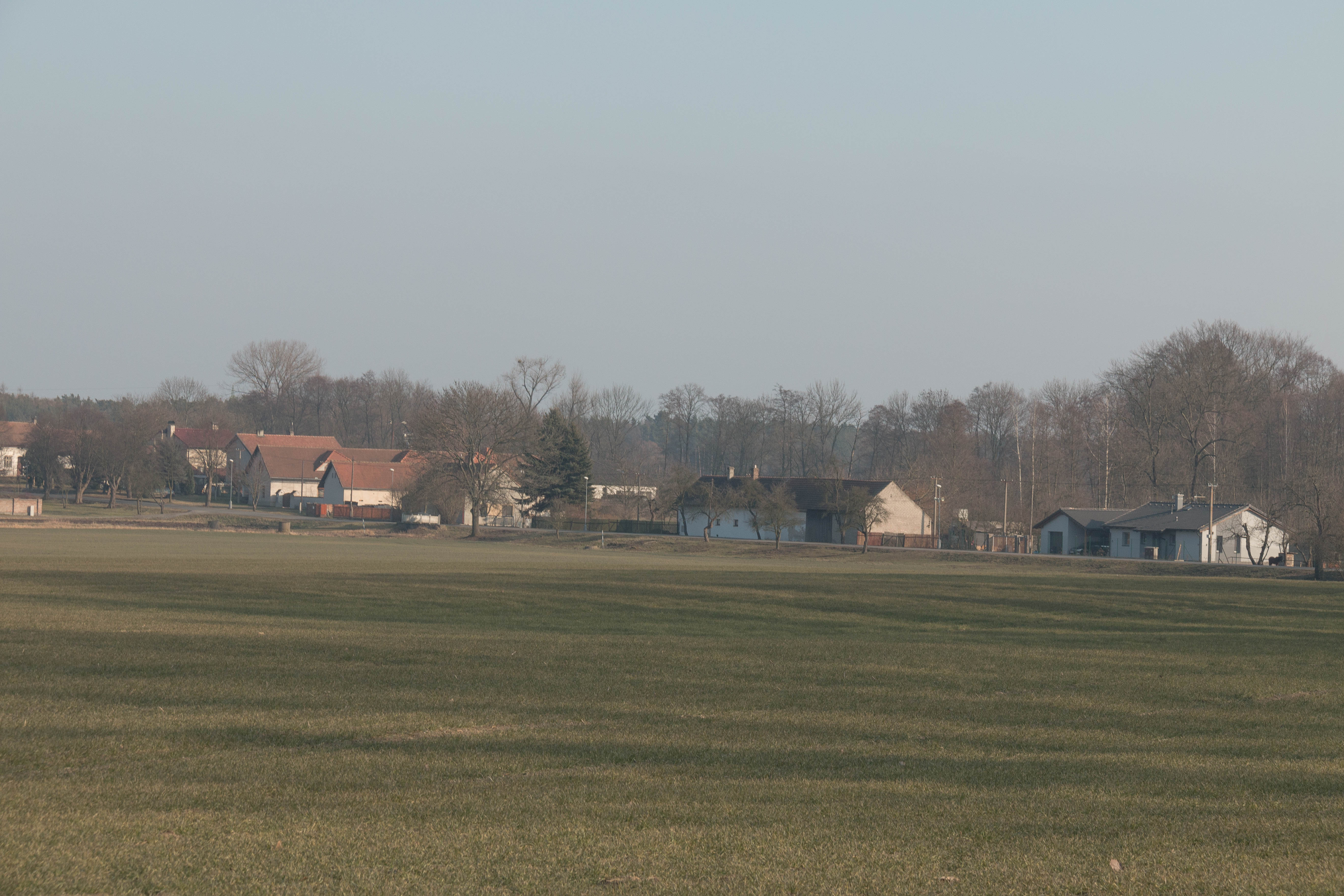
Ortsansicht

Neratov befindet sich rechtselbisch in einer Teichlandschaft am Opatovický kanál.
Nachbarorte sind Bukovka, Habřinka und Křičeň im Norden, Dolany im Nordosten, Novinska und Lázně Bohdaneč im Osten, Dědek im Südosten, Živanice im Süden, Nerad im Südwesten, Přelovice und Vlčí Habřina im Westen sowie Rohovládova Bělá im Nordwesten.

## Geschichte
Die erste urkundliche Erwähnung des Dorfes stammt aus dem Jahre 1436.
1972 wurde Neratov zusammen mit Dědek und Novinsko nach Živanice eingemeindet. Seit 1991 bildet es wieder eine selbstständige Gemeinde. Neratov gehört der Mikroregion Bohdanečsko an. Im Jahre 2005 gründete sich eine Bürgerinitiative für Erneuerung und Entwicklung, die derzeit mit Jaroslav Pulkrábek den Bürgermeister stellt.

## Gemeindegliederung
Für die Gemeinde Neratov sind keine Ortsteile ausgewiesen. Zur Gemeinde gehört die Ortslage Novinsko.